# گوربونوو (جمهوری آلتای)
گوربونوو (به لاتین: Gorbunovo) یک منطقهٔ مسکونی در روسیه است که در جمهوری آلتای واقع شده‌است.